# Louis Evain
Louis Auguste Frédéric Baron Evain  (* 1775 in Angers; † 24. Mai 1852 in Brüssel) war ein belgischer Politiker.

## Leben
Evain nahm 1792 französische Kriegsdienste und wurde 1822 Offizier der Artillerie. Er verließ den Dienst 1824, trat aber im August 1830 wieder ein. Gegen Ende 1831 ging er nach Belgien, wurde dort 1832 Divisionsgeneral, naturalisiert und war vom 20. Mai 1832 bis zum 19. August 1836 Kriegsminister. Seit 1848 pensioniert, starb er am 24. Mai 1852. Er hat sich um die Organisation des belgischen Heerwesens große Verdienste erworben.